# Храм Непорочного Зачатия Пресвятой Девы Марии (Смоленск)
Храм Непорочного Зачатия Пресвятой Девы Марии — недействующий католический храм в Смоленске, построенный в неоготическом стиле. Находится на улице Урицкого.

## История строительства
Храм возводился на Костельной улице за Молоховскими воротами в конце XIX века вследствие того, что предыдущий храм во имя Рождества Пресвятой Богородицы стал тесен из-за увеличивающегося количества прихожан.
Автором проекта, выполненного в неоготическом стиле, был М. Ф. Мейшнер. После его скоропостижной смерти работы проходили под контролем его сына М. М. Мейшнера, а впоследствии, в связи со смертью и этого архитектора, — под руководством нового губернского архитектора Е. Ф. Лыщинского.
29 июня 1898 года, в день апостолов Петра и Павла, состоялось освящение нового храма епископом. Новое здание храма вмещало в себя 3000 прихожан.
После Октябрьской революции, в 1922 году колокола костёла в Смоленске были сняты. В 1936 году был арестован настоятель — о. И. Жолнерович. Богослужения в церкви прекратились. С 1937 года богослужения были запрещены «по техническим причинам». К концу 1939 года католической общины в Смоленске практически не существовало.
14 января 1940 года решением Смоленского облсовета храм был закрыт, а здание передано архиву НКВД.
В 1950-е годы был снят и отправлен в утиль недействующий духовой орган костёла.
Со второй половины XX века помещения костёла использовались под фондохранилище Государственного архива Смоленской области.
В 1992 году мэром города Смоленска было подписано Постановление о передаче приходу усыпальницы — семейного склепа дворян Комаровских, расположенной на католическом кладбище близ храма. Первым постоянным настоятелем прихода стал отец Птоломеуш (Яцек Кучмик) из монашеского ордена францисканцев, продолжающий свое служение по сей день.
В 2013 году фонды Государственного архива Смоленской области были перевезены в новое здание архива, строительство которого осуществлялось в рамках подготовки к 1150-летию города Смоленска.
С 2016 года велись переговоры об открытии в здании костёла органного концертного зала.
В настоящий момент здание храма пустует, оно обнесено заграждением и частично затянуто строительной сеткой — для предотвращения падения кирпичей на пешеходную зону.
Рядом с храмом находится бывший дом священника, в котором после реконструкции были оборудованы часовня и помещения для нужд прихода.
На начало 2024 года здание закрыто, так как находится в аварийном состоянии.
В начале 2025 года руководство области заявило о планах завершить реставрацию в 2028 году.

## Описание внутреннего убранства
В смоленском костёле пять алтарей; главный алтарь украшали окна, в которых разноцветные стекла подобраны так, что изображают иконы Иисуса Христа, Божией Матери и святых. Оконные витражи для храма были выполнены в художественной мастерской графини Марии Магдалины Лубенской в Варшаве. На двух больших витражах в алтарной части было изображение, посвященное Непорочному Зачатию Пресвятой Богородицы, и образ святого Иосифа. В верхнем круглом окне над алтарем изображён Иисус, спасающий святого Петра. Двойные окна в боковых нефах были украшены медальонами с изображениями святых — Казимира и Станислава Костки с одной стороны и святых Анны и Франциска с другой. Остальные окна выполнены из разноцветных стёкол.
В 1898 году храм был расписан варшавским художником Антонием Тончинским. Роспись была скромной, с растительным орнаментом. В алтарной части роспись была выполнена самим художником — справа изображен Моисей, получающий Скрижали, слева — Иисус, вручающий ключи Петру.
Все деревянные изделия в храме (алтари и скамейки) были выполнены местным мастером Синявским, а амвон изготовлен в Смоленской мастерской Кириллова.
На башнях Смоленского храма располагалось пять колоколов, среди них — св. Николай — 640 кг, св. Петр — 320 кг, Матерь Божия Ченстоховская — 160 кг, которые были отлиты в 1914 году фирмой «Черневич» из местечка Пустельник под Варшавой.
В начале XX века приход насчитывал 9000 верующих. К храму прилегали более 8 гектаров земельных угодий с множеством строений.

## Милосердие
В 1898 году при Смоленском храме было создано католическое Общество пособия бедным. Помощь нуждающимся выражалась в снабжении одеждой, пищей, приютом, в медицинском обеспечении, в содействии в трудоустройстве и т. д. При церкви действовали также три сиротских приюта, две богадельни — мужская и женская, а также мастерские, где можно было приобрести различные профессиональные навыки.
В приютах работали монахини конгрегации Пречистого Сердца Пресвятой Богородицы. Одним из главных спонсоров в этих делах была дворянская семья Комаровских.